# Андреофф, Энди
Энди Андреофф (род. 17 мая 1991, Пикеринг, Онтарио, Канада) — канадский профессиональный хоккеист, нападающий.

## Биография
Энди родился в Пикеринге. Воспитанник хоккейной школы Ajax-Pickering Minge Midget Raiders.
Профессионально стал играть в хоккей в 2008 году в канадском клубе «Ошава Дженералс», провел там четыре сезона, набрал 207 (81+126) очков в 306 матчах. Дебют в НХЛ состоялся в сезоне 2014/2015, в нем он провел 18 матчей, набрал 3 (2+1) очков. С 2015 по 2018 Энди закрепился в «Коронах», сыграл 142 матча в их составе, набрал 21 очко.
В 2019 Андреофф перешел в «Филадельфия Флайерз», не закрепился там, набрал 1 очко за 2 сезона. Далее перешел в «Нью-Йорк Айлендерс», в основном играя за их фарм клуб "Бриджпорт Айлендерс". В сезоне 2019/2020 стал лучшем снайпером АХЛ.

## Карьера в КХЛ
Перед сезоном 2023/2024 Энди Андреофф подписал контракт с "Сибирью" из Новосибирска, там он вновь стал лучшим снайпером Континентальной хоккейной лиги. После провел там еще сезон 2024/2025 и покинул команду.

## Личная жизнь
Женат, есть сын.